# Luis Barragán
Luis Barragán (născut Luis Barragán Morfín), (n. 9 martie 1902, Guadalajara, Jalisco – d. 2 noiembrie 1988, Mexico City) a fost un arhitect mexican, considerat cvasi-unanim cel mai important arhitect al secolului al 20-lea.

## Biografie profesională
Absolvent al Escuela Libre de Ingenieros în 1923, Barragán a fost un arhitect autodidact. După absolvire, a călătorit în Spania, Franța și Maroc, unde a asistat la lecturi ale cunoscutului arhitect elvețian Le Corbusier. În Franța cunoaște operele lui Ferdinand Bac, un scriitor german-francez, designer și artist care a avut o influență majoră în viitoarea sa carieră. Barragán a practicat arhitectura în Guadalajara între 1927 și 1936 și apoi în Mexico City. O trăsătură specifică, așa cum poate fi observată în multe dintre interioarele sale rezidențiale, este reprezentată de pereții colorați, înalți de 3,5 m sau mai mult, pe care a împrumutat-o și modificat-o după clădirile tradiționale din Mexic. Capacitatea sa de a înțelege esteticul i-a permis să proiecteze repere urbane, cât și mobilă și grădini. Deși numărul proiectelor sale nu este mare, acestea iau permis să devină o figură importantă în lumea peisagisticii și design-ului arhitectural, ca și în designarea de obiecte.
Munca lui Barragán nu a fost recunoscută sau lăudată până în 1975, când a fost onorat cu o retrospectivă la Muzeul de Artă Modernă din New York (cunoscut afecționat ca MoMA). În 1980, a devenit al doilea câștigător al Premiului Pritzker, echivalentul premiului Nobel pentru arhitecți. Atât casa cât și studio-ul său, construite în 1948, în Mexico City, au devenit parte a Patrimoniului Mondial al UNESCO în 2004.

## Proiecte importante
În 1945 a creat planul de urbanizare al Grădinilor de Piatră, în 1947 și-a construit casă și atelier în Tacubaya (care se află acum pe lista UNESCO a Patrimoniilor Mondiale). În 1955 a reconstruit în Tlalpan, Convento de las Capuchinas Sacramentari, toate localizate în partea sudică a orașului Mexico City. În același an, a desenat planul pentru colonia Jardines del Bosque în Guadalajara. În 1957, a început proiectarea a ceea ce ar fi devenit Torres de Satélite în colaborare cu sculptorul Mathias Goeritz și, în același an, a proiectat zona rezidențială Las Arboledas, la câțiva kilometri de Ciudad Satélite. În 1964, a făcut, alături de arhitectul Sordo Madaleno, planul pentru zona rezidențială Lomas Verdes, de asemenea în apropierea zonei Satélite, în Naucalpan, Estado de Mexico. În 1967, a început ceea ce este, probabil, cea mai cunoscută operă a sa, dezvoltarea ecvestră San Cristobal Estates  în Mexico City.

## Barragán și mișcarea modernistă
Barragán a asistat la lecții de Le Corbusier în calătoria sa în Europa și a devenit influențat de modernismul european din acea perioadă. Liniile curate atât de evidente în lucrările sale din anii de după întoarcerea sa în Mexic sunt dovezi ale influenței mișcării moderniste. Conform lui Andres Casillas, care a lucrat cu Barragán, acesta devenise ferm convins că o casă nu trebuie să fie „un aparat pentru locuit”. Contrar funcționalismului, Barragán  pleda pentru o arhitectură „emoțională” susținând că „fiecare lucrare de arhitectură care nu exprimă liniște este o greșeală”.

## Influențe
Lucrările lui Louis Barragán sunt deseori citate legate de arhitectura minimalistă. John Pawson, în cartea sa Minimum, include imagini cu unele dintre proiectele lui Barragán. Majoritatea arhitecților care fac arhitectură minimalistă nu folosesc culori, dar ideile formelor și spațiilor în care Barragán a deschis drumuri rămâne acolo. Au fost mai multe eseuri scrise de câștigătorul premiului Pritzker Alvaro Siza în prefațele cărților care fac referire și la ideile lui Barragán.
Influența lui Barragán poate fi de asemenea observată în lucrările multor arhitecți contemporani din Mexic, cum ar fi Ricardo Legorreta.

## Moștenire
După moartea sa, în 1988, două organizații non-profit au fost create pentru a ajuta la administrarea moștenirii arhitecturale lăsată de Barragán.
Casa Louis Barragán a fost fosta reședință privată a acestuia. Este acum muzeu dedicat artistului și este de asemenea un canal între școlari și arhitecți interesați în vizitarea altor clădiri proiectate de acesta în Mexic, inclusiv Capilla de las Capuchinas și Casa Prieto López.
Fundația Barragán este o organizație non-profit aflată în Elveția. Ea deține drepturi complete asupra „numelui și operei” ale lui Louis Barragán, ca și asupra fotografiilor lui Armando Salas Porugal care îl includ pe arhitect, cât și lucrările sale.